# State Intelligence Services (Gambie)
 (avril 2021).
Si vous disposez d'ouvrages ou d'articles de référence ou si vous connaissez des sites web de qualité traitant du thème abordé ici, merci de compléter l'article en donnant les références utiles à sa vérifiabilité et en les liant à la section « Notes et références ».
Pour les articles homonymes, voir SIS.
State Intelligence Services (SIS), anciennement National Intelligence Agency (NIA) jusqu'en 2017, est un service de renseignements de la Gambie.
La NIA, établi en 1995, est sous les ordres du ministre de l'Intérieur du pays. Le service secret est responsable de la sécurité de l'État, la collection des informations et des enquêtes secretes. De décembre 2006 Pa Jallow était son directeur, depuis 2007 Malamin Jarju. Il était observé que le service procède arbitrairement et avec respect limité des droits de l'homme et limite la liberté de la presse. Des journalistes, des défenseurs des droits du citoyen et des opposants ont été menacés. Certains ont été emprisonnés sans acte  d'accusation.
En 2017, la NIA est remplacée par le State Intelligence Services. La même année, un agent du service est arrêté pour avoir alerté le chef de l'État sur les dysfonctionnements de l'agence.
En 2022, l'École de perfectionnement du SIS (SIS Training Academy for Security Studies), établie à Banjulinding, est présentée comme pouvant devenir dans les 5 ans un centre d'excellence pour les études de sécurité en Afrique.

## Source
- (de) Cet article est partiellement ou en totalité issu de l’article de Wikipédia en allemand intitulé « National Intelligence Agency (Gambia) » (voir la liste des auteurs).